# Spat
El spat (símbolo S), del latín Spatium ("espacio") es una unidad de medida obsoleta usada en Astronomía. Es igual a mil millones de kilómetros (1 Tm) o 1012 m). Equivale a 1,057×10–4 años luz y a 3,240×10–5 pársecs.